# Dicranolasma hirtum
Espèce
Synonymes
- Dicranolasma diomedeum Kulczyński, 1907
- Dicranolasma napoli Goodnight & Goodnight, 1944

Dicranolasma hirtum est une espèce d'opilions dyspnois de la famille des Dicranolasmatidae.

## Distribution
Cette espèce est endémique d'Italie.

## Description
L'holotype mesure 3,5 mm.

## Systématique et taxinomie
Cette espèce a été décrite par Loman en 1894.
Dicranolasma diomedeum et Dicranolasma napoli ont été placées en synonymie par Schönhofer en 2013.

## Publication originale
- Loman, 1894 : « Zwei neue Opilioniden aus Niederländisch Ost-Indien. » Tijdschrift voor Entomologie, vol. 37, p. 153–157.